# Plumas Eureka
Plumas Eureka és una concentració de població designada pel cens dels Estats Units a l'estat de Califòrnia. Segons el cens del 2000 tenia 320 habitants.

## Demografia
Segons el cens del 2000, Plumas Eureka tenia 320 habitants, 167 habitatges, i 110 famílies. La densitat de població era de 31,4 habitants/km².
Dels 167 habitatges en un 9,6% hi vivien nens de menys de 18 anys, en un 64,1% hi vivien parelles casades, en un 1,2% dones solteres, i en un 34,1% no eren unitats familiars. En el 29,3% dels habitatges hi vivien persones soles el 13,2% de les quals corresponia a persones de 65 anys o més que vivien soles. El nombre mitjà de persones vivint en cada habitatge era d'1,92 i el nombre mitjà de persones que vivien en cada família era de 2,31.
Per edats la població es repartia de la següent manera: un 10% tenia menys de 18 anys, un 0,6% entre 18 i 24, un 13,1% entre 25 i 44, un 45,6% de 45 a 60 i un 30,6% 65 anys o més.
L'edat mediana era de 56 anys. Per cada 100 dones de 18 o més anys hi havia 84,6 homes.
La renda mediana per habitatge era de 58.571 $ i la renda mediana per família de 59.643 $. Els homes tenien una renda mediana de 54.286 $ mentre que les dones 46.250 $. La renda per capita de la població era de 30.706 $. Cap de les famílies i el 4,9% de la població estaven per davall del llindar de pobresa.

## Poblacions més properes
El següent diagrama mostra les poblacions més properes.